# Sulcis (okręg przemysłowy)

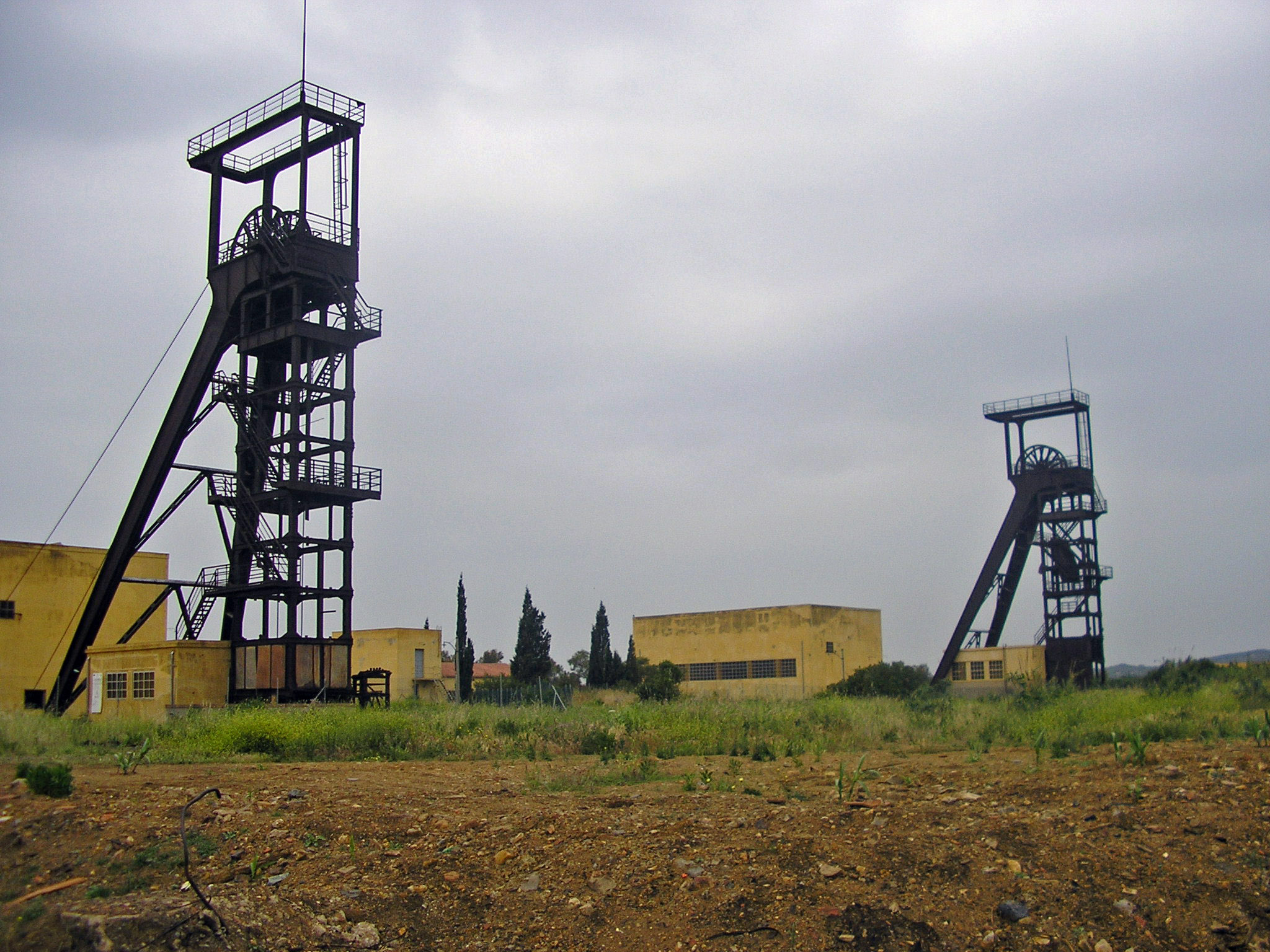
Wieże wyciągowe kopalni Serbariu w Carbonii, fot. 2008

Sulcis – okręg przemysłowy znajdujący się w rejonie południowo-zachodniej Sardynii. Największą produktywnością energetyczną i górniczą cechował się podczas ostatnich lat faszystowskiej dyktatury we Włoszech. Mussolini sprawił by obszar ten został objęty fundacjami innych miast i wpłynął na rozwój zagłębi górniczych. Miejsce to było używane do internowania homoseksualistów, przeciwników systemu, zwolenników socjalizmu i chorych umysłowo. Obecnie aktywność wielkich ośrodków przemysłowych ogranicza się do działania fabryki Nuraxi Figus i kopalni Seruci. Większość kopalni jest zrujnowanych.
Teren Sulcis jest bogaty w zabytki archeologiczne. Znajdowała się tu kiedyś kolonia fenicka, Sulcis, od której pochodzi nazwa okręgu przemysłowego.